# Cephalodromia amnicola
Cephalodromia amnicola är en tvåvingeart som först beskrevs av Wray Merrill Bowden 1965.  Cephalodromia amnicola ingår i släktet Cephalodromia och familjen svävflugor.
Artens utbredningsområde är Nepal. Inga underarter finns listade i Catalogue of Life.